# Villenbach (Adelsgeschlecht)

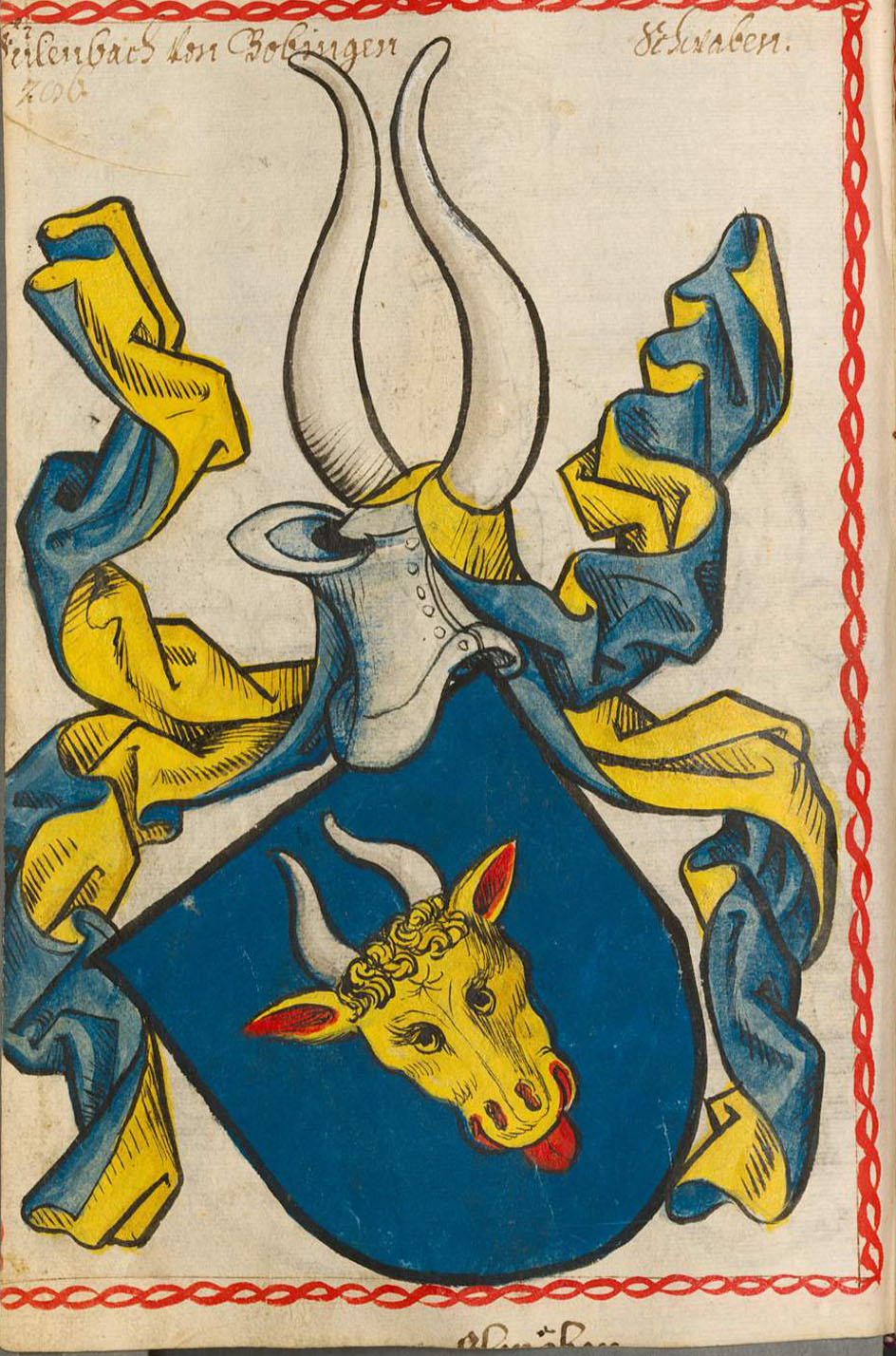
Stammwappen

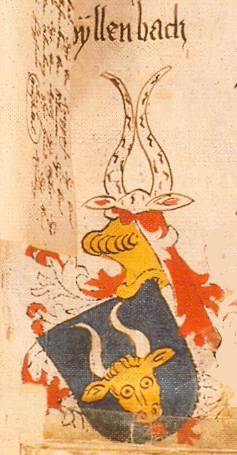
Wappen im Ingeram-Codex

Villenbach bzw. Füllenbach war der Name eines alten schwäbischen Rittergeschlechts. Ein Zweig gehörte vom 14. bis 15. Jahrhundert dem Augsburger Patriziat. Das in anderen Linien landsässige Geschlecht ist später erloschen.

## Geschichte
Das seit dem 12. Jahrhundert nachweisbare schwäbische Dienstmannen-Geschlecht des Hochstifts Augsburg führte seinen Namen nach dem Stammsitz in Villenbach, einer heutigen Gemeinde im Landkreis Dillingen an der Donau. Von dem mittelalterlichen Burgstall haben sich nur Geländespuren erhalten. Den Aufzeichnungen des Stadtpflegers Paul von Stetten zufolge soll 1241 Hamibrand Füllenbach das Amt des Stadtpflegers bekleidet zu haben. 1309 sind Albrecht von Villenbach und seine Söhne Witgaw, Albrecht, Heinrich und Nicolaus in Augsburg beurkundet, jedoch bezweifelte von Stetten, dass diese Personen auch dem Bürgerstand angehörten. Nach der Regimentsänderung begaben sich die Villenbach zunächst unter die Geschlechter und später unter die Zünfte. Gesichert gehörte ein Zweig der Villenbacher von 1368 bis 1454 in Augsburg dem Patrizierstand an. Albrecht Villenbach wurde durch seine Abstammung als Stiefsohn und Enkel eines Patriziers 1368 selbst zum Geschlechter ernannt. 1391 saß der Hospital-Pfleger Albrecht Villenbach im Rat und wurde darauf bis 1397 mehrmals zum Baumeister ernannt. 1422 verkaufte der Sohn Albrechts, Ulrich von Villenbach und dessen Ehefrau Ursula von Freyberg die Güter Hausen, Riedsend, Hettlingen, Weihenberg und eine Mühle bei Schwangau mit Gerichtszwang an das Augsburger Domkapitel. 1445 gehörte Peter Villenbach in Augsburg der Schuhmacher-Zunft an. 1452 fungierte der Sohn von Ulrich, Albrecht von Villenbach als Augsburger Domherr.
1430 soll sich die Familie unter den Ulmer Patriziergeschlechtern befunden haben. Bis zu seinem Tod Mitte des 15. Jahrhunderts zog sich der landsässig gewordene Ulrich von Villenbach auf seine Güter in Bobingen zurück, behielt jedoch faktisch das Augsburger Bürgerrecht. Nach einem Zwist zwischen der Reichsstadt und Angehörigen der landadligen Villenbacher, sind in Augsburg keine Namensträger mehr nachgewiesen. 1350 bezeichnete man Claus und Conrad „de Villenbacher“ von Hegenbach als Stadtfeinde. 1351 wurde deren Burg Villenbach von reichsstädtischen Söldnern zerstört und von der Stadt ein Verbot erlassen sich mit den Villenbachern einzulassen. Herzog Ludwig von Bayern befahl seinen Amtsleuten den Brüdern nachzustellen. 1429 kam es zwischen Hans und Wilhelm von Villenbach zu einem Streit mit der Reichsstadt. Spätestens im 16. Jahrhundert dürfte das landsässige Geschlecht im Mannesstamm erloschen sein.

## Wappen
Stammwappen: „Im blauen Schilde einen goldenen Ochsenkopf mit silbernen Hörnern“.